# 루드비히 신들의 황혼
《루드비히 신들의 황혼》(Ludwig)은 1973년 개봉한 역사, 전기 영화이다. 루키노 비스콘티가 감독과 공동각본을 맡았다. 바이에른 왕국 루트비히 2세의 삶을 다룬 작품이다. 헬무트 베르거가 루트비히 2세 역으로 나오며, 로미 슈나이더가 영화 《아름다운 공주, 시씨》 시리즈에 이어 엘리자베트 인 바이에른 여공작 역으로 출연한다.

## 출연

### 주연
- 헬무트 베르거
- 로미 슈나이더
- 트레버 하워드
- 실바나 망가노

### 조연
- 게르트 프뢰베
- 헬머 그리엄
- 움베르토 오르시니
- 존 모더-브라운
- 폴커 보넷
- 아드리아나 아스티
- 마크 포렐
- 노라 리치
- 마크 번즈

## 기타
- 미술: 마리오 시아리
- 미술: 마리오 쉬쉬
- 의상: 피에로 토시